# Гипсокартон

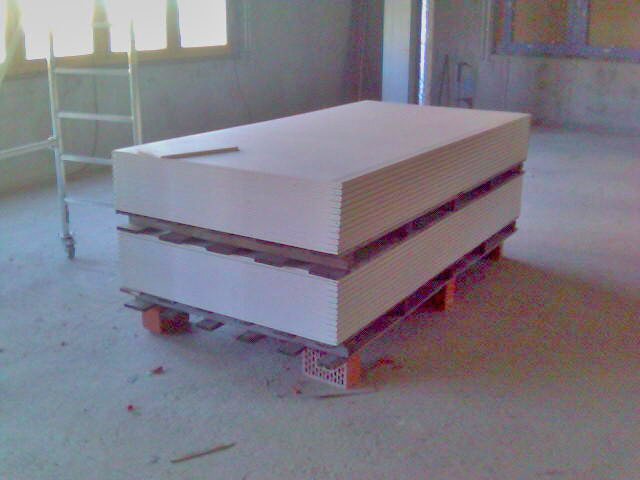
Штабель гипсокартона

Гипсокарто́н (от лист гипсокартонный), также сухая гипсовая штукатурка (от англ. drywall), — строительный материал, представляющий собой лист, состоящий из двух слоёв строительной бумаги (картона) и сердечника из слоя затвердевшего гипсового теста с наполнителями. Предназначается для устройства обшивок, перегородок, потолков в зданиях с сухим и нормальным влажностным режимом. Стандартная ширина листа — 120 см.

## История изобретения и создания
Гипсокартон изобрели в XIX веке в США[уточнить]. Это сделал Августин Сакетт, который владел бумажной фабрикой. Поиски новых рынков применения бумаги привели к изобретению «строительной доски», толщиной 15 мм. Это был «пирог» из 10 слоёв бумаги, которые скрепляли тонкую полосу гипса. Августин Сакетт получил патент на этот стройматериал.
Но это был только прообраз современного гипсокартона. В том виде, который сейчас является принятым стандартом гипсокартон представил и запатентовал американский инженер Кларенс Утсман.

## Описание
Из общей массы листа примерно 91,1 % приходится на двуводный гипс, 5,78 % — на картон, 1 % массы образован за счёт влаги, крахмала и органического поверхностно-активного вещества.
Гипсокартонные листы приклеивают к облицовочным поверхностям гипсовыми мастиками, либо крепят на обрешётку (деревянный или металлический оцинкованный каркас) шурупами.
Различают обычный гипсокартон (ГКЛ) и влагостойкий гипсокартон (ГКЛВ), а также огнестойкий соответственно ГКЛО. Влагостойкий гипсокартон предназначен для работ в помещениях с повышенным содержанием паров в воздухе (например, в ванных комнатах). Огнестойкий гипсокартон применяется в отделке порталов каминов и других мест вблизи источников открытого огня.
Существует также гипсоволокнистый лист ГВЛ, отличающийся повышенной прочностью. Также существует акустический гипсокартон с повышенной звукоизоляцией.
Гипсокартон — не новое явление в России. В Советском Союзе гипсокартон использовался ещё с 1950-х годов.

## Применение
Гипсокартон надёжно прижился на стройке — это простой в работе, недорогой, удобный и практичный материал для изготовления стен (перегородок) и их выравнивания (например, для подготовки стены к укладке кафеля).
В простейшем варианте такая перегородка состоит из решетчатого каркаса, состоящего из вертикальных брусьев на расстоянии 40-60 см друг от друга, на которые с двух сторон крепится гипсокартон. В жилых домах каркас, как правило, бывает деревянный (в США типично использование деревянных брусьев сечением в 1,5 на 3,5 дюйма, т. н. «2x4»), в России чаще используются металлические профили. Популярен простой метод звукоизоляции, при котором вертикальные брусья ставятся зигзагом (так, чтобы ни один брусок не соприкасался одновременно с листами с обеих сторон стены), а пространство между листами заполняется стекловатой. Выемки от шурупов покрываются шпатлёвкой, на стыки гипсокартонных листов наклеивается специальная армирующая сетка, после чего стыки также заполняются шпатлёвкой. После высыхания нанесённая шпатлёвка шлифуется абразивной шкуркой, после чего законченная стена может краситься стандартными методами.
Гипсокартон также широко используется для изготовления многоуровневых потолков и оконных откосов. В потолках можно скрывать инженерные коммуникации.

## Стандартные размеры
Выделяют три основных стандарта размеров гипсокартона, которых придерживаются большинство производителей:
- 3000×1200 мм;
- 2500×1200 мм;
- 2000×1200 мм.

Толщина потолочного и стенового гипсокартона составляет — 12,5 мм, арочного — 9,5 мм.